# کری گالی

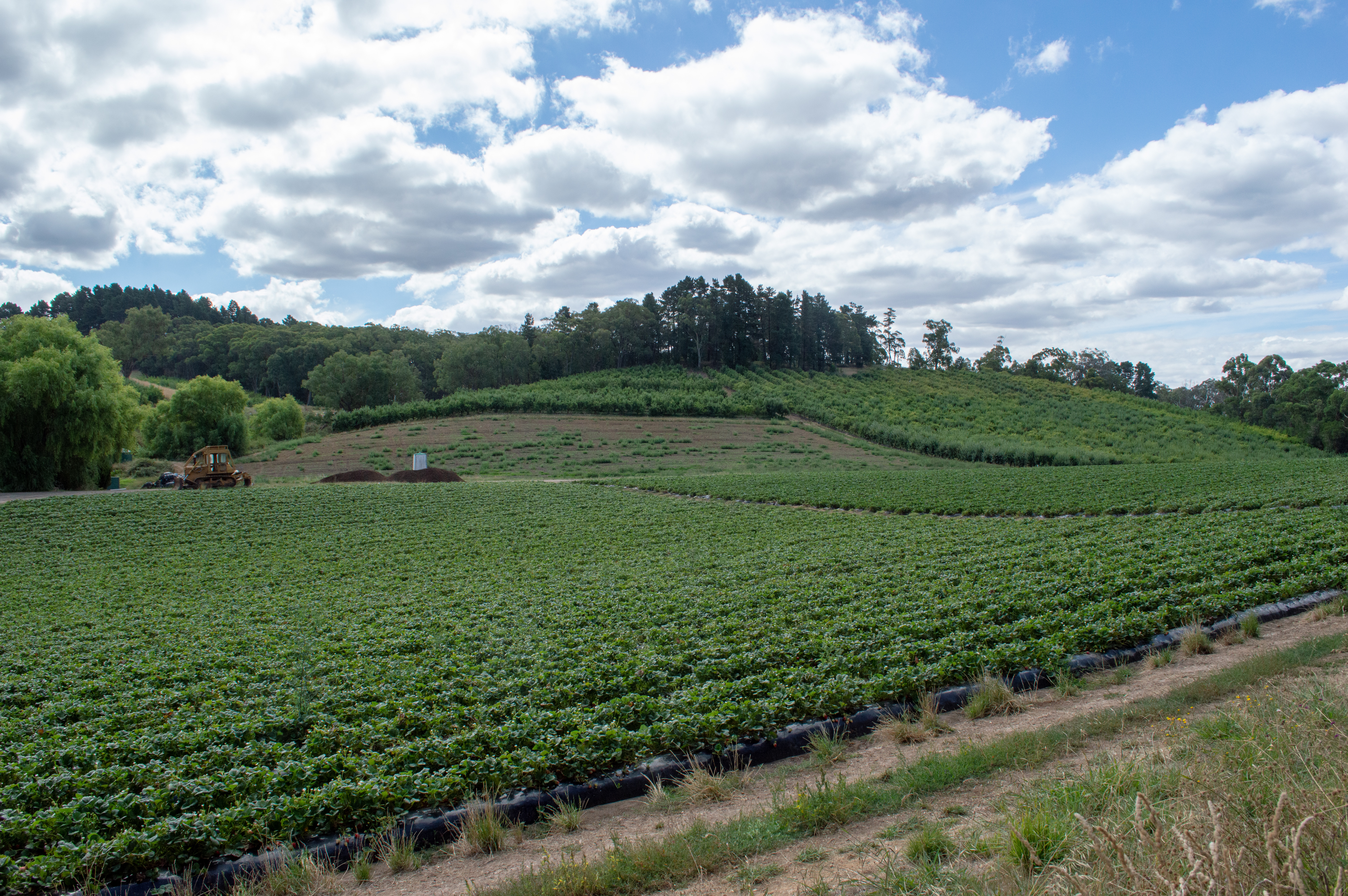
Carey gully

کری گالی (به انگلیسی: Carey Gully) یک شهرک در استرالیا است که در استرالیای جنوبی واقع شده‌است.